# Грибиш

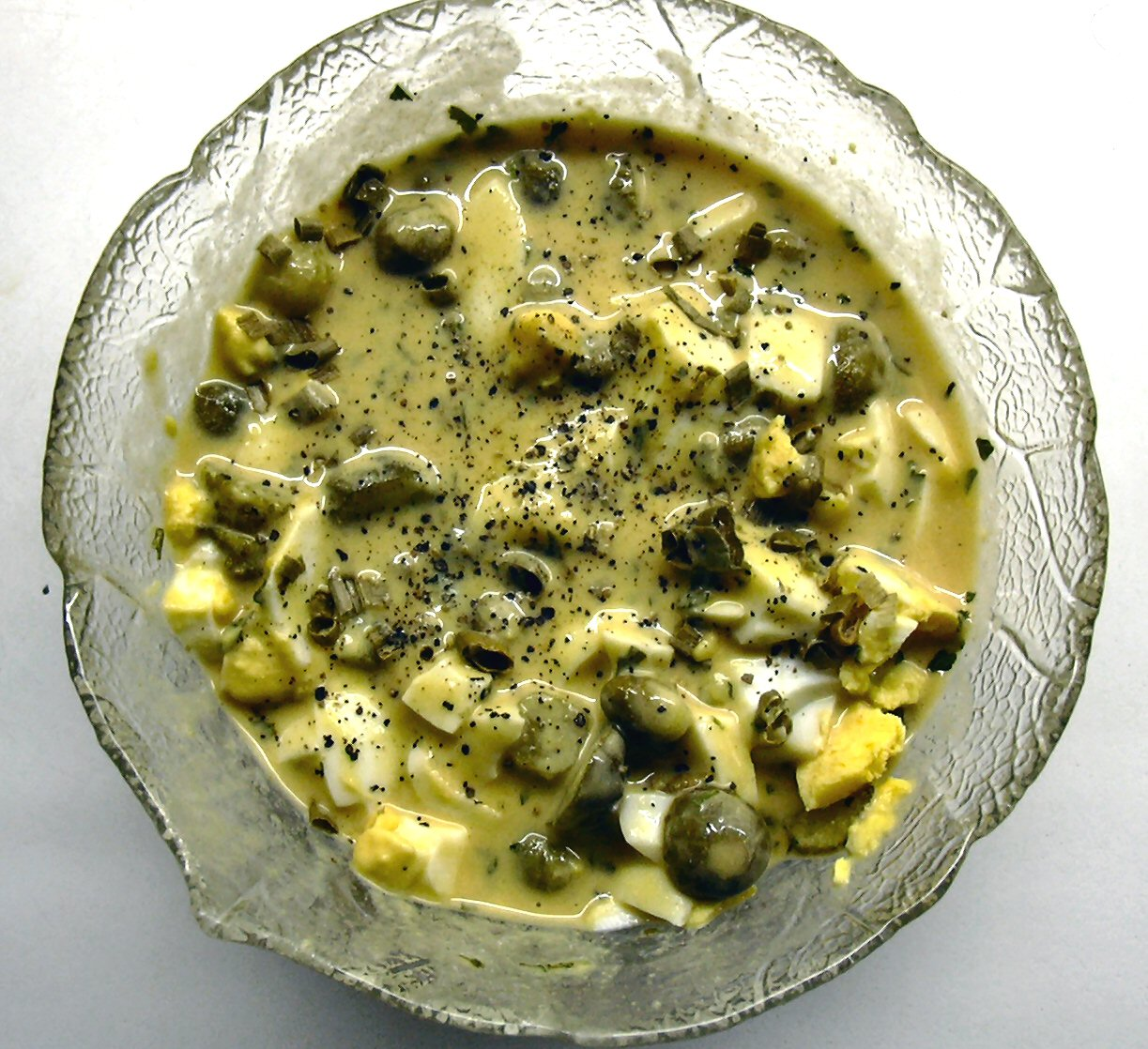
Грибиш

Гриби́ш (фр. gribiche) — пикантный эмульгированный соус французской и английской кухни, подаваемый к холодной рыбе, ракообразным, копчёной форели и телятине. Грибиш готовят на основе майонеза из желтков сваренных вкрутую яиц, растёртых с горчицей, растительным маслом, уксусом или лимонным соком, с добавлением мелко рубленных каперсов, корнишонов и зелени кервеля, петрушки и эстрагона, а также нарезанных жюльеном яичных белков.